# Jonestown (Mississippi)
Jonestown ist eine Kleinstadt (Town) im Coahoma County des US-Bundesstaats Mississippi in den Vereinigten Staaten von Amerika. Das U.S. Census Bureau hat bei der Volkszählung 2020 eine Einwohnerzahl von 962 ermittelt.

## Geographie

### Geographische Lage
Jonestown liegt im Nordwesten des Bundesstaats Mississippi im Mississippi-Delta zwischen dem etwa 15 km (nord-)westlich gelegenen Mississippi River und dem Tallahatchie River. Das ehemalige Überflutungsgebiet ist als Schwemmlandschaft überwiegend flach. Die fruchtbaren Böden werden seit dem 18. Jahrhundert intensiv landwirtschaftlich genutzt, vor allem zum Baumwollanbau.

### Nachbarorte
Der County Seat Clarksdale liegt etwa 17 km südwestlich von Jonestown, die frühere Hafenstadt Friars Point etwa ebensoweit westlich von Jonestown und Lula etwa 15 km nördlich des Orts. Die nächste Großstadt ist das etwa 95 km nördlich gelegene Memphis.

## Geschichte
Etwa 1,5 km nördlich des heutigen Orts Jonestown errichtete Colonel D. M. Russell nach dem Sezessionskrieg eine Baumwoll-Plantage, die nach einer Baumwollart Matagorda genannt wurde. Eine weitere Plantage namens Eagles’ Nest, geführt durch James L. Alcorn, lag etwa 3,5 km südlich der heutigen Town. In der zweiten Hälfte der 1870er-Jahre errichtete die Mobile & North Western Railroad eine Bahnstrecke vom Hafen Glendale bei Hattiesburg über Lula südwärts nach Clarksdale, die beide Plantagen durchquerte. Während in Matagorda nur ein Ladegleis errichtet wurde, baute die Bahngesellschaft weiter südlich zwischen den zwei Plantagen einen Kreuzungsbahnhof. Eine dort bereits vorhandene kleine Siedlung wuchs mit dem Eisenbahnbau schnell und wurde ein Jahr nach Eröffnung der Bahnstrecke am 5. März 1880  als Jonestown formal zur Town erhoben. Die Mobile & North Western Railroad wurde 1892 durch die Yazoo and Mississippi Valley Railroad des Illinois Central-Konzerns erworben, die wenige Kilometer weiter westlich bereits eine Nord-Süd-Verbindung betrieb und die Bahnstrecke südlich von Jonestown daher schrittweise bis 1912 einstellte.
Die lokale Wirtschaft in Jonestown war von Beginn an durch die Landwirtschaft geprägt. Viele Einwohner waren im Baumwollanbau als Sharecropper und Tagelöhner oder in der weiteren Verarbeitung tätig. Mit zunehmender Mechanisierung dieser Tätigkeiten sank der Arbeitskräftebedarf gegen Mitte des 20. Jahrhunderts jedoch massiv. Die beiden Plantagen wurden aufgegeben und der Baumwollanbau durch große Agrarbetriebe fortgeführt. Der einzige größere Gewerbebetrieb im Ort ist eine Baumwollsamenöl-Mühle, die seit 1942 durch das Unternehmen Delta Oil Mill betrieben wird. Andere Wirtschaftszweige existierten in der Region kaum. Insbesondere junge weiße Bewohner wanderten daher in größere Städte ab. Dieser Trend verstärkte sich in den 1960er-Jahren mit der Aufhebung der Schulsegregation, wodurch sich die demografische Zusammensetzung von Jonestown deutlich wandelte. Im Zensus 1950 identifizierten sich etwa zwei Drittel der Bewohner als Schwarze, 1993 hingegen 95 %, im Jahr 2000 96,3 % und 2019 gemäß Schätzung des United States Census Bureau (USCB) 100 %. Zugleich stieg die Arbeitslosigkeit und der materielle Wohlstand sank. So hatten im Jahr 2000 52,1 % der Einwohner von Jonestown ein Einkommen unterhalb der Armutsgrenze und nur wenige – 1993 geschätzt etwa 100 Personen – eine Vollzeitanstellung. Die USCB-Schätzung für 2019 geht davon aus, dass 43 % aller Bewohner als arm gelten; bei Personen unter 18 Jahren 59 %. Damit einher gehen ein hoher Anteil alleinerziehender Mütter und eine überdurchschnittliche Jugendkriminalitätsrate. Sozioökonomisch gibt es somit Ähnlichkeiten zu verarmten Stadtvierteln amerikanischer Großstädte.
Wirtschaftlich und demografisch ähnelt Jonestown damit zahlreichen Kleinstädten in der Mississippi-Delta-Region. Beginnend mit einem am 23. August 1993 auf der Titelseite der New York Times erschienenen Artikel wurde der Ort zu einer Art Musterfall für die Situation armer landwirtschaftlich geprägter ländlicher Kleinstädte im Deep South. Jonestown war in dieser Rolle seither mehrfach Gegenstand nationaler Berichterstattung und fand Erwähnung in sozialwissenschaftlichen oder literarischen Werken, etwa durch Charles Simic.

## Infrastruktur

### Verkehr

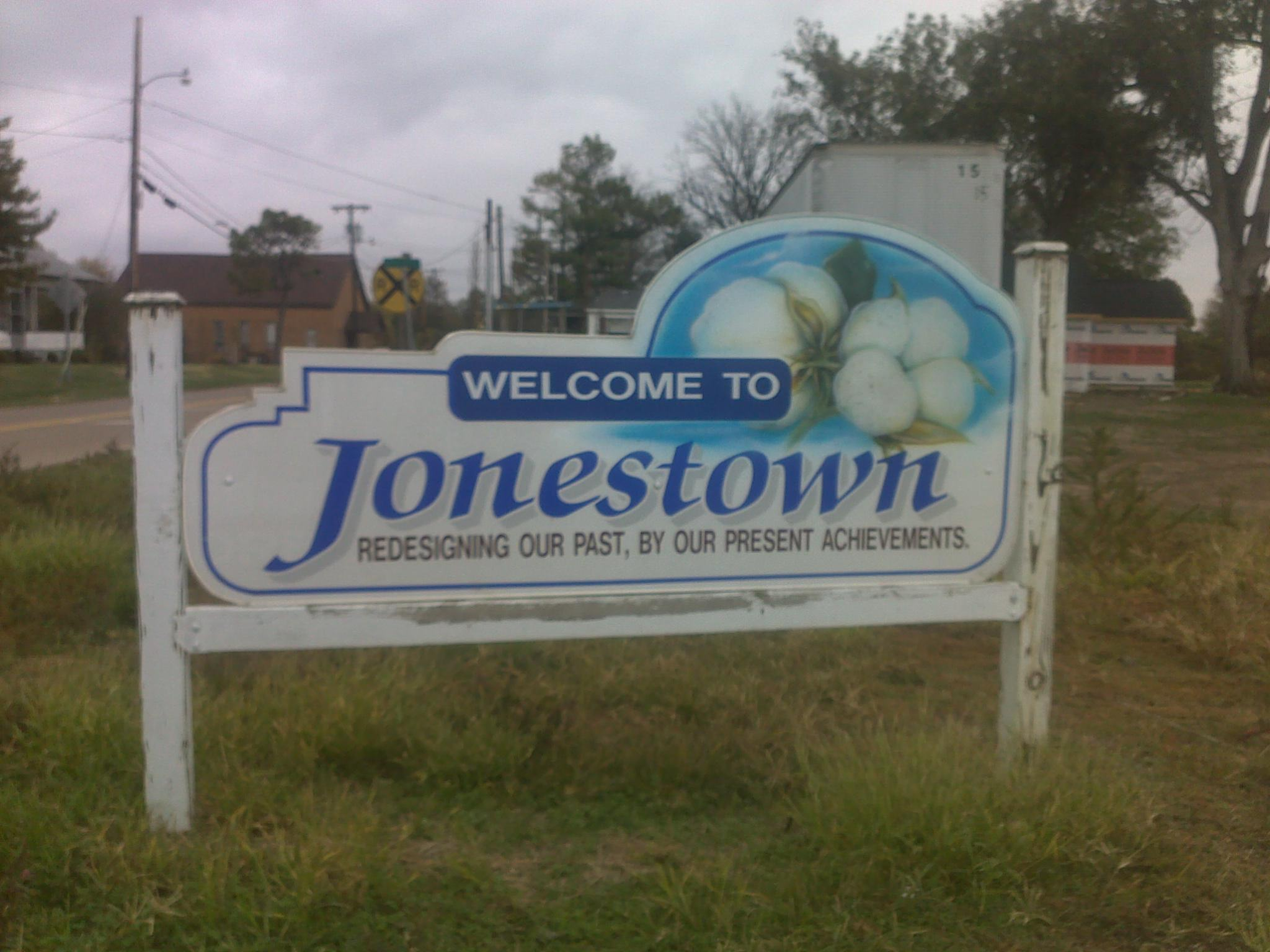
Schild mit dem Text „Welcome to Jonestown“ („Willkommen in Jonestown“)

Die Staatsstraße Mississippi Highway 316 führt in Ost-West-Richtung durch Jonestown. Etwa vier Kilometer westlich des Orts trifft sie auf eine in Nord-Süd-Richtung verlaufende Hauptstraße, die dort sowohl ein Teil des U.S. Highway 49 als auch des U.S. Highway 61 ist. Der nächstgelegene Interstate Highway ist Interstate 55 bei Batesville, etwa 65 km östlich von Jonestown.
ÖPNV existiert nicht in Jonestown. Die Bahnstrecke von Jonestown nach Lula wurde 1983 von der Illinois Central Gulf Railroad an die Delta Oil Mill verkauft. Sie wird theoretisch durch die Mississippi Delta Railroad der Chicago, Rock Island and Pacific Railroad im Güterverkehr genutzt, dient aber überwiegend nur der Abstellung zeitweise nicht benötigter Güterwagen.

### Bildung
Jonestown liegt im Schulsprengel des Coahoma County School Districts. Direkt nördlich des Orts, aber nicht auf Stadtgebiet, befindet sich die Jonestown Elementary School. Die High School des Schulsprengels liegt in Clarksdale.